# Lázeňská (Praha)
Lázeňská ulice na Malé Straně v Praze má tvar vidlice, která spojuje Maltézské náměstí, Velkopřevorské náměstí a Mosteckou ulici. Její severní úsek je přímý, jižní zatočený do oblouku a uprostřed tvoří trojúhelný plácek. Ulice sestává ze 14 domů, dvou paláců a jednoho kostela, vesměs středověkého původu nebo i se substrukcemi středověkých sklepů. 

## Historie
Od raného středověku vedl severovýchodně od trasy ulice vltavský brod, při němž byl v roce 1173 postaven kamenný Juditin most s dochovanou jižní věží tehdejšího opevnění Malé Strany. 
Pohledovou dominantou v ose ulice a její nejvyšší stavbou je románský kostel Panny Marie pod řetězem, který ulice obloukem musí obcházet. Kostel vystupuje do Maltézského náměstí dvojicí pevnostních věží, jež společně se substrukcí románského opukového zdiva ve sklepě protějšího domu čp. 292/III na Maltézském náměstí tvořily raně gotickou pevnost z let 1253–1257, jíž Malá Strana měla čelit vojenským nájezdům, podobně jako biskupský dvůr mezi dnešními ulicemi Mosteckou a Dražickým náměstím a zmíněná jižní mostecká věž. Ke kostelu dále ze tří stran přiléhala komenda řádu maltézských rytířů, kterou v druhé polovině 12. století založil český král Vladislav I. (1110–1174). 

## Název ulice
Název ulice Lázeňská byl odvozen snad ještě ve 14. století podle lazebnice, jež od roku 1345 působila přibližně v těchto místech. Připomíná to i dům čp. 286/III, který se nazývá V Lázních a zasahuje dvorním traktem do Saské ulice; podobně i sousední dům čp. 520/III v Saské ulici se nazývá V Lázni. Lázeň měl nepochybně také zdejší špitál při komendě johanitů. Lázně zde v množném čísle zaznamenaly Staré letopisy české v roce 1503 při požáru Malé Strany.

## Budovy, firmy a instituce
- Palác Straků z Nedabylic čp. 476/III, původně U bílého koníčka, pak U sedmi čertů – Lázeňská 1, Maltézské náměstí 14[4]
- Velkopřevorský palác čp. 485/III – Lázeňská 2/Velkopřevorské nám. 4,[5] sídlí zde mj. charita Maltézská pomoc[6]
- Komenda johanitů, převorství a alumnát čp. 287/III – Lázeňská 4[7]
- Dům V Lázních, také Lázeň, nebo U červeného lva, čp. 286/III – Lázeňská 6 / Saská 7[8][9]
- Dům Šiferdekrovský čp. 290/III – Lázeňská 7, pozdně středověký, přestavěný v renesanci pro pokrývače Michaela Schifferdeckera ze Salzburgu, po němž nesl jméno; dále přestavěn v baroku a nynější klasicistní vnější úpravu provedl pravděpodobně Ignác Palliardi[10]
- Sterneggovský palác čp. 289/III – Lázeňská 9[11]
- Dům U zlatého a bílého jednorožce čp. 285/III – Lázeňská 11[12]
- Dům U tří duh, také Šmotrlovský čp. 283/III – Lázeňská 15, středověkého původu, přestavěn v renesanci pro Sixta z Ottersdorfu, v baroku dvakrát, do roku 1795 vedl přestavbu Ignác Palliardi, dvorní trakt a vnější úpravy z roku 1883[13]